# Ázsiai gilisztagőtefélék
Az ázsiai gilisztagőtefélék (Ichthyophiidae) a kétéltűek (Amphibia) osztályába és a lábatlan kétéltűek (Gymnophiona) rendjébe tartozó család.
Ázsia trópusi területein fordulnak elő.

## Rendszerezés
A családba az alábbi 2 nem és 49 faj tartozik:
- Caudacaecilia (Taylor, 1968) –  5 faj
  - Caudacaecilia asplenia
  - Caudacaecilia larutensis
  - Caudacaecilia nigroflava
  - Caudacaecilia paucidentula
  - Caudacaecilia weberi

- Ichthyophis (Fitzinger, 1826) –  34 faj
  - Ichthyophis acuminatus
  - Ichthyophis atricollaris
  - Ichthyophis bannanicus
  - Ichthyophis beddomei
  - Ichthyophis bernisi
  - Ichthyophis biangularis
  - Ichthyophis billitonensis
  - Ichthyophis bombayensis
  - Ichthyophis dulitensis
  - Ichthyophis elongatus
  - Ichthyophis garoensis
  - Ichthyophis glandulosus
  - ceyloni gilisztagőte (Ichthyophis glutinosus)
  - Ichthyophis humphreyi
  - Ichthyophis husaini
  - Ichthyophis hypocyaneus
  - Ichthyophis javanicus
  - Ichthyophis kohtaoensis
  - Ichthyophis laosensis
  - Ichthyophis longicephalus
  - Ichthyophis malabarensis
  - Ichthyophis mindanaoensis
  - Ichthyophis monochrous
  - Ichthyophis orthoplicatus
  - Ichthyophis paucisulcus
  - Ichthyophis peninsularis
  - Ichthyophis pseudangularis
  - Ichthyophis sikkimensis
  - Ichthyophis singaporensis
  - Ichthyophis subterrestris
  - Ichthyophis sumatranus
  - Ichthyophis supachaii
  - Ichthyophis tricolor
  - Ichthyophis youngorum